# Wilhelm Gustloff (schip, 1938)

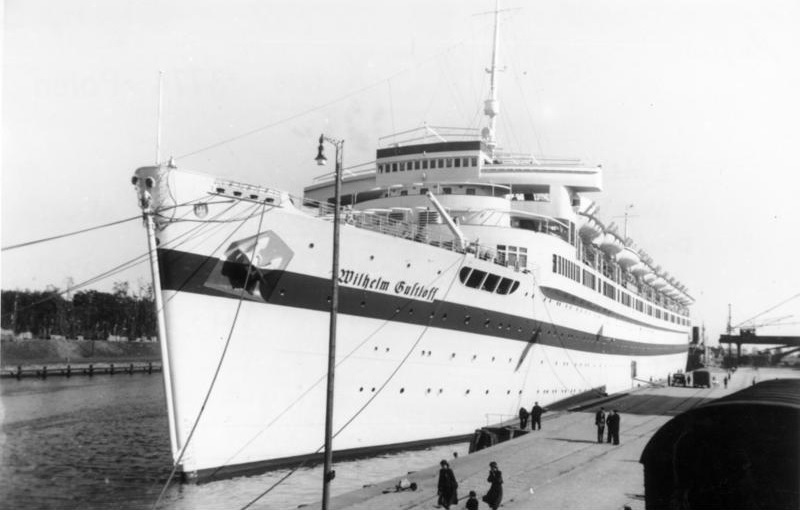
De Wilhelm Gustloff als hospitaalschip in Danzig (1939)

De Wilhelm Gustloff was een Duits passagiersschip van de nationaalsocialistische organisatie Kraft durch Freude (KdF). Het schip was genoemd naar Wilhelm Gustloff, de vermoorde Duitse leider van de Zwitserse nazipartij. De ondergang van de Wilhelm Gustloff op 30 januari 1945 is de grootste scheepsramp uit de geschiedenis.

## Geschiedenis
De Wilhelm Gustloff werd gebouwd door Blohm & Voss en werd op 5 mei 1937 in aanwezigheid van Adolf Hitler te water gelaten als cruiseschip voor de organisatie Kraft durch Freude. Tussen 1937 en 1939 was het voor dit doel in gebruik. In 1939 na het einde van de Spaanse Burgeroorlog voerde de Wilhelm Gustloff het Condorlegioen terug van Vigo in Spanje naar Hamburg in Duitsland. In 1939 en 1940 werd het vaartuig ingezet als hospitaalschip. Daarna diende het gedurende het grootste deel van de Tweede Wereldoorlog als onderkomen voor U-bootbemanningen in de haven van Gotenhafen.

## Ondergang
Onder dreiging van het oprukkende Rode Leger kreeg de Wilhelm Gustloff de taak om vluchtelingen en gewonde Duitse soldaten uit Oost-Pruisen te evacueren naar de Duitse havenstad Kiel. Het schip werd voor die opdracht uitgerust met luchtafweergeschut en het rode kruis op de schoorsteen werd verwijderd. Honderdduizenden bewoners van Oost-Pruisen en West-Pruisen waren voor het Sovjetleger uit naar de kust gevlucht in de hoop schepen te kunnen bereiken die hen overzee zouden brengen. Vluchtelingen waren amper te stuiten en de opnamecapaciteit werd ver overschreden. Een aantal schepen was al vertrokken en de Gustloff  kon er 10.300 toelaten, waaronder 1.500, deels gewonde, militairen. Op 30 januari 1945 vertrok het schip vanuit de haven van Gotenhafen / Gdingen (Gdynia) dat in 1919 bij de nieuwe republiek Polen was gevoegd en in 1939 weer door Duitsland werd geannexeerd. Militair commandant Wilhelm Zahn wilde de kans op een aanval door een Sovjet-onderzeeër verkleinen en adviseerde kapitein Friedrich Petersen om dicht bij de kust in ondiep water te blijven, en geen navigatieverlichting te voeren. Petersen zette echter koers naar diep water, en liet de navigatieverlichting inschakelen toen bleek dat een Duits escorte van mijnenvegers onderweg was. Diezelfde avond werd de Wilhelm Gustloff ontdekt door de sovjetonderzeeboot S-13, die het schip op 30 kilometer voor de Oostzeekust tussen Großendorf (na 1945 Władysławowo) en Leba (na 1945 Łeba) met drie torpedo's trof. De Wilhelm Gustloff zonk in minder dan een uur.
Hoeveel passagiers er aan boord waren, is niet exact bekend. Naar schatting waren er in ieder geval 50% meer mensen aan boord dan het aantal waarvoor capaciteit in de reddingsboten beschikbaar was.
Als gevolg van de torpedo-explosies ontstond er paniek aan boord. Veel mensen kwamen terecht in het koude water van de Oostzee. Met een watertemperatuur van omstreeks 4 °C en een luchttemperatuur van onder de −10 °C waren de kansen op overleving gering. Slechts enkele reddingsboten werden met succes in het water neergelaten. De overlevenden, onder wie Zahn en Petersen, werden opgepikt door Duitse schepen die zich in de nabijheid bevonden. Naar het optreden van Zahn stelde de Kriegsmarine een officieel onderzoek in, dat echter niet meer kon worden afgerond door de ineenstorting van het naziregime.
Van de duizenden vluchtelingen en meer dan duizend soldaten en zeelieden aan boord overleefden er slechts 1239 personen de ramp (volgens andere bronnen 966). Een paar uur na de Wilhelm Gustloff was ook de zware kruiser Admiral Hipper uit Gotenhafen vertrokken, geëscorteerd door een torpedoboot. De kruiser zag de noodsignalen van de Wilhelm Gustloff, maar door het onderzeebootgevaar mocht hij niet stoppen en voer door. Zijn escorte was het eerste schip ter plaatse en redde de meesten van de overlevenden. De andere overlevenden werden door de achteropkomende mijnvegers gered. De meest recente en geaccepteerde schatting gaat uit van ruim 9000 slachtoffers. Daarmee is de ondergang van de Wilhelm Gustloff de grootste scheepsramp in de geschiedenis, in termen van slachtoffers afkomstig van één vaartuig.
Het schip zonk op 55° 07' noorderbreedte en 17° 41' oosterlengte. Deze locatie is een officieel oorlogsmonument en is verboden gebied voor duikers en scheepsbergers.

## Referencties
- (de) Brennecke, Jochen (2003). Eismeer Atlantik Ostsee. Die Einsätze des Schweren Kreuzers Admiral Hipper. Heyne, Munchen. ISBN 3-453-87084-0.